# André Dekeijser
André Dekeijser, né à Bruxelles le 1er août 1924 et mort le 9 décembre 2013 (à 89 ans), est un sculpteur contemporain belge, abstrait et monumental, qui a principalement utilisé le bronze et le cuivre.

## Biographie
André Dekeijser a passé trois de ses premières années à Port-Francqui (Ilebo/Congo), de 1926 à 1929, avant de regagner la Belgique. Très vite il développe ses talents de dessinateur et il ira étudier les arts graphiques à l'Académie royale des beaux-arts de Bruxelles.
«Après la seconde guerre mondiale, il travaille plusieurs années dans l'atelier de céramique d'Alexandre Geufanstein avant de se lancer, en 1952, sur les traces de son père mort au Congo. Il travaille alors à l'Institut Géographique du Congo Belge (I.G.C.B.).
C'est à cette époque qu'il crée ses premières sculptures dont il fait une exposition à Kinshasa en 1957. L'art africain ne manque pas de l'influencer.
André Dekeijser fonde une famille et retourne vivre deux ans en Belgique, où il travaille à la cartographie du  domaine provincial de Mirwart. Bientôt il repart avec sa femme et ses deux enfants pour tenter l'aventure au Brésil, dans le centre de la province de São Paulo.
C'est à son retour, trois ans plus tard, qu'il décide de se consacrer entièrement à la sculpture. Il rejoint son ami André Eijberg dans son atelier avant de se trouver un atelier à lui à Watermael-Boitsfort, jouxtant la maison familiale. Il reprend la terre cuite et les patines qu'il connaît bien et s'aventure sur des matériaux nouveaux comme les blocs Ytong, dont le prix lui permet de s'exprimer en grand. Il travaille aussi le bois et la pierre et commence à faire couler ses œuvres en bronze pour polir certaines parties et patiner d'autres. 

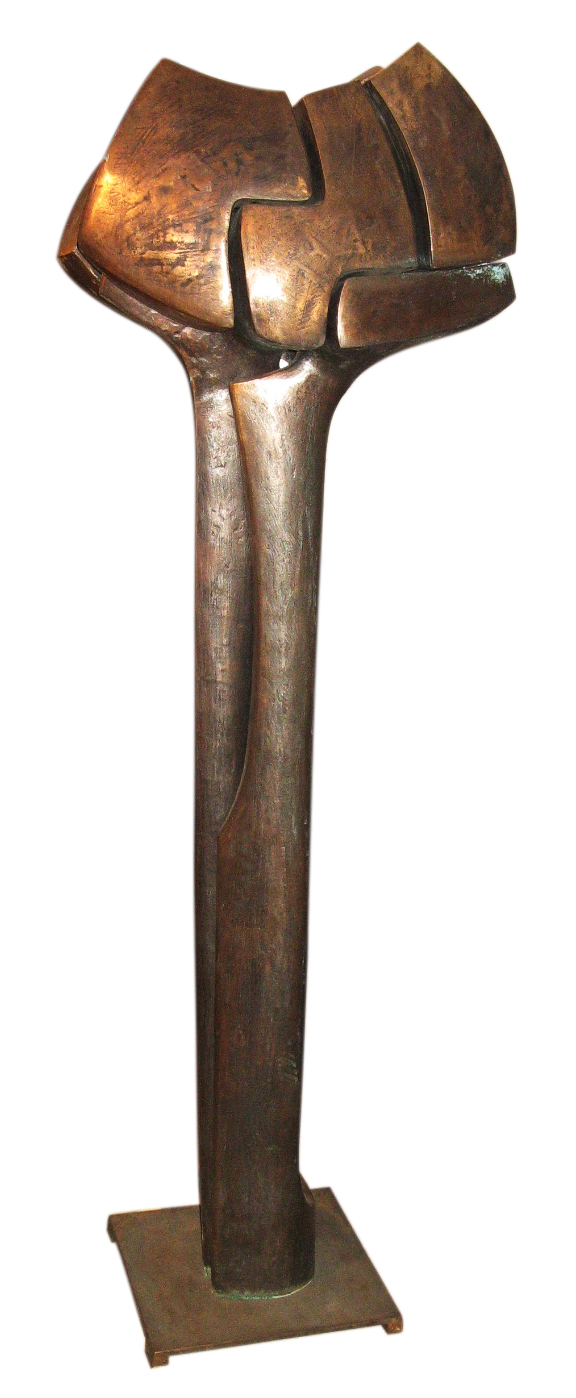
Grand bronze 1975

### Œuvre

#### Matières et techniques
Après avoir manipulé la terre cuite, le bois, la pierre et l'Ytong, André Dekeijser s'est principalement intéressé au bronze et au cuivre. Le polissage et l'application d'une patine à ses œuvres en bronze augmentent leur relief et appelle au toucher.
Le cuivre est le lieu de ses premières œuvres monumentales : il coupe, soude et patine le cuivre rouge pour faire des œuvres d'un plus grand gabarit. Les formes s'interpénètrent et la notion du couple n'échappera à personne.
Afin de voir si l’œuvre résistera à l'agrandissement, les modèles en terre cuite ou en cire de petite taille sont soumis au test d'une série de figurines de plus en plus petites.
Après avoir construit plusieurs fois sa maison de ses propres mains au Congo et au Brésil, André Dekeijser réalisera le projet, les plans et la maquette d'une maison-sculpture qui ne sera jamais réalisée malgré l’intérêt porté par plusieurs architectes.
Il mettra encore son talent de dessinateur au service des Ostéopathes, qui lui demanderont d'illustrer un livre à l'attention des étudiants sur la façon de pratiquer cette discipline.
Il réalisera aussi pour son plaisir quelques planches de bande dessinées, sans jamais chercher à les publier. Le personnage principal, qui se nomme "Pacon Lemec" est un ex-militaire au caractère carré, avec des réparties bien tranchées et des mouvements d'humeur, qui sont des caricatures bienveillantes des facettes de notre société 
Il a créé quelques bijoux coulés en bronze et en argent suivant la technique de la cire perdue.

#### Style et influences
Après avoir vécu au milieu des grandes forêts tropicales du centre-Afrique et dans l'immensité des hauts-plateaux du Sud brésilien, à des lieues de la civilisation moderne, il n'est pas étonnant que son art ne soit ni mièvre ni timoré, mais plutôt massif, imposant sans fioriture, fait pour être agrandi. Les formes sont robustes mais gracieuses et sans aucune agressivité malgré les arêtes vives.
Influencé par l'art africain, André Dekeijser admire l’œuvre de Constant Permeke, avant de se tourner vers l'art abstrait dans lequel son maître à penser est sans nul doute Henry Moore. Dans l'évolution de son œuvre abstraite, les vides ont autant d'importance que le relief.
Au début des années 1980, sa recherche des formes le mène vers plus de sensualité ; la dualité des sexes n'est pas absente de cette période. La dualité des couples de formes s’interpénétrant, qui s’enlacent sans se toucher, qui ne sont rien l'une sans l'autre, est probablement le sujet le plus développé par l'artiste.
D'autres thèmes sont également explorés comme la mécanique des objets qui forment le moteur d'un puzzle dont il est agréable de découvrir les vides et les pleins de chaque pièce en les démontant ou en essayant de les remettre ensemble dans le bon ordre. Ces œuvres appellent le spectateur à toucher et jouer avec les formes autant qu'à les regarder. Pendant cette période mécanique, André Dekeijser a réalisé bon nombre de dessins de machines surprenantes dans des perspectives hallucinantes qui suscitent inévitablement la question : « à quoi peuvent-elles bien servir ? »

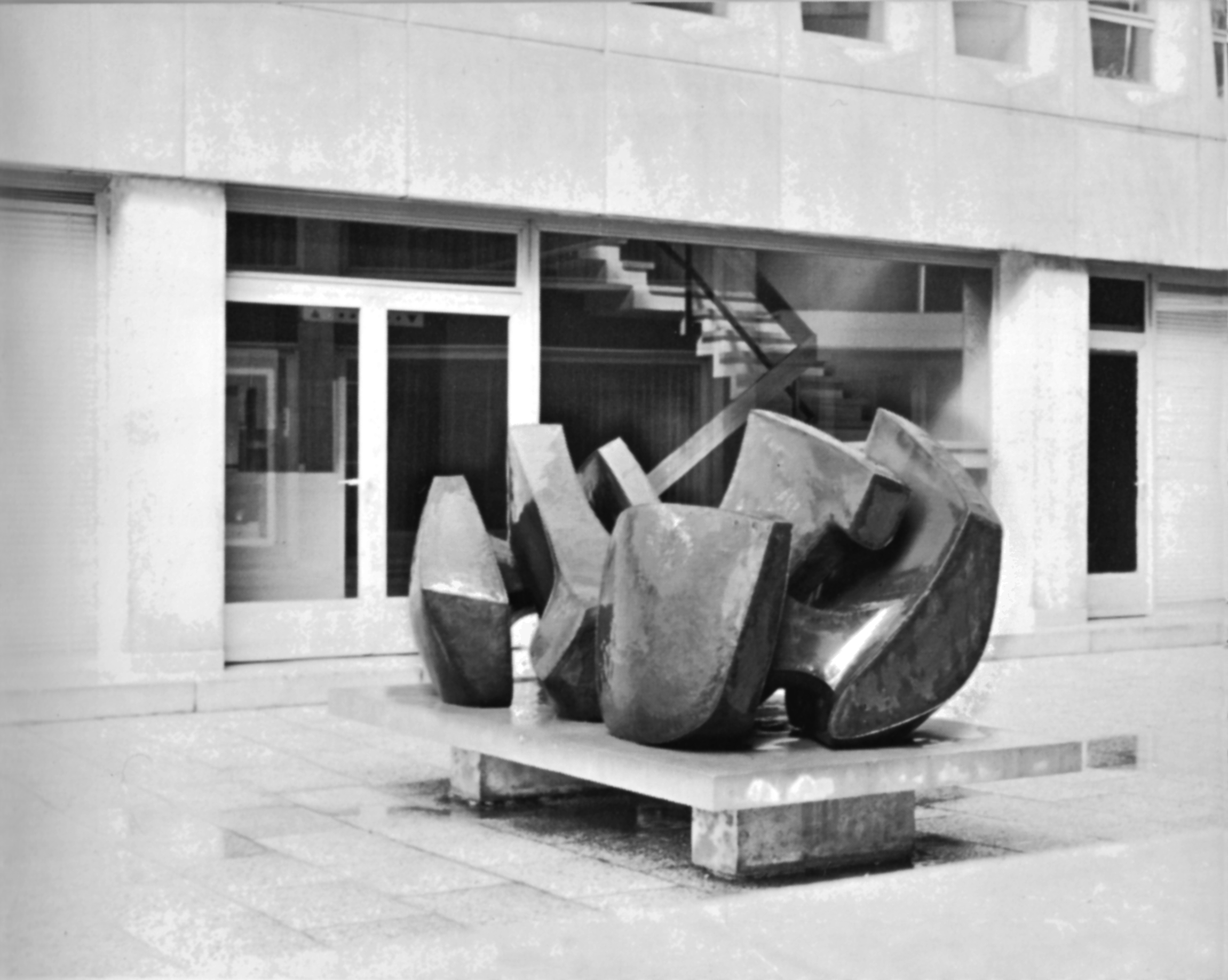
Grandes Formes Couchées 1971, Arlon-Trêve

#### Consécrations
- 1957 : Première exposition à Kinshasa
- 1966 : Galerie d'Egmont au Petit Sablon
- 1969 : Galerie « le rempart »
- 1971 : Galerie « Arcanes » et au « Centre du Bâtiment » à Bruxelles.
- 1971 : Un grand cuivre « Grandes formes couchées no 2 » se trouve entre la rue d'Arlon et la rue de Trève.
- 1972 : Acquisition par le Manhattan Center (Bruxelles) d'une œuvre pour les jardins suspendus.
- Œuvres acquises par l’État belge et dans les collections privées belges et étrangères[5]
- 1972 : Sculpture dans la ville : [Exposition] [6]:
- 1975 : Sculptures en plein air : Sculpteurs belges contemporains : [Exposition] [7]:
- 1980 : Commune de Watermael-Boitsfort acquiert "Formes dans l'espace no 10"
- 1982 : Commune de Watermael-Boitsfort acquiert "Formes dans l'espace no 5" un grand bronze exposé dans le hall de la maison de la culture de Boitsfort.
- 1984 : La Vénerie, Centre Culturel de Watermael-Boitsfort, 15.11 1984 - 02.12 1984 [8].
- 1990 : 6 PHOTOGRAPHES ET 6 SCULPTEURS A LA VENERIE[9]
- 2016 : “COUPLES” Rétrospective 1958 – 1986 Sculptures 19 novembre 2015 au 9 janvier 2016 [10]
- 2017 : "Sculpting Belgium" Patinoire Royale 8 septembre au 23 décembre 2017 http://www.lapatinoireroyale.com/current_exhibition